# Pching-tung
Pching-tung (tradiční znaky: 屏東; tongyong pinyin: Píngdong; hanyu pinyin: Píngdōng; tchajwansky: Pîn-tong) je město na Tchaj-wanu ležící v jižní části stejnojmenného ostrova Tchaj-wan. Ve správním systému Čínské republiky je hlavním městem okresu Pching-tung. Rozkládá se na ploše 65,07 km² a má 216 392 obyvatel (únor 2007).
Ve městě se nachází univerzita (國立屏東教育大學; National Pingtung University of Education) a dvě vojenská letiště - Pching-tung Sever a Pching-tung Jih (IATA: nejsou; ICAO: RCSQ a RCDC).

## Místní speciality
Banány, ananasy, kokosové ořechy, fazole azuki, bambusové výhonky, lopuch, liči a betel.